# François-Nicholas-Madeleine Morlot
François-Nicholas-Madeleine Morlot (ur. 28 grudnia 1795 w Langres, zm. 29 grudnia 1862 w Paryżu) – francuski duchowny katolicki, kardynał, arcybiskup Paryża.

## Życiorys
Święcenia kapłańskie przyjął 20 maja 1820 w Dijon. 8 lipca 1839 został wybrany biskupem Orleanu. 18 sierpnia 1839 przyjął sakrę z rąk biskupa Charlesa de Forbin-Jansona (współkonsekratorami byli biskupi Louis Blanquart de Bailleul i Jean Lemercier). 27 stycznia 1843 objął arcybiskupstwo Tours. 7 marca 1853 Pius IX wyniósł go do godności kardynalskiej z tytułem prezbitera SS. Nereo e Achilleo. 19 marca 1857 przeszedł na stołeczną metropolię, na której pozostał już do śmierci. Został pochowany w Katedrze Notre-Dame w Paryżu.